# Gorenje (Šmartno ob Paki, Slovenija)
Gorenje, Šmartno ob Paki je naselje u slovenskoj Općini Šmartnom ob Paki. Gorenje, Šmartno ob Paki se nalazi u pokrajini Štajerskoj i statističkoj regiji Savinjskoj. 

## Stanovništvo
Prema popisu stanovništva iz 2002. godine naselje je imalo 118 stanovnika.